# کمپلکس فلز-فسفین

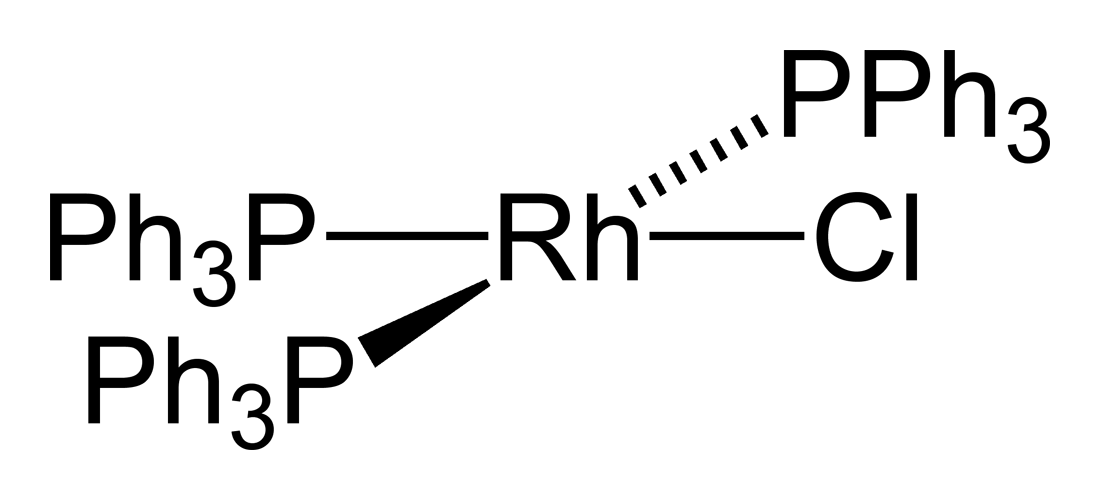
کاتالیزور ویلکینسون، یک کاتالیزور محبوب برای فرایند هیدروژنه‌کردن است.

کمپلکس فلز-فسفین یک نوع کمپلکس شیمیایی حاوی یک یا چند لیگاند فسفین است. تقریباً همیشه، فسفین مد نظر، یک ترکیب آلی حاوی فسفین از نوع R3P (R = آلکیل، آریل) است. کمپلکس‌های فسفین-فلز به عنوان کاتالیزور همگن مفید هستند. نمونه‌های برجسته کمپلکس‌های فسفین-فلز شامل کاتالیزور ویلکینسون (Rh(PPh3)3Cl)، کاتالیزور گروبز و تتراکیس (تری‌فنیل‌فسفین) پالادیم(۰) می‌شود.

## تهیه
بسیاری از کمپلکس‌های فسفین-فلز از واکنش هالیدهای فلزی با فسفین‌های از پیش ساخته شده تهیه می‌شوند. به عنوان مثال، واکنش سوسپانسیون پالادیوم کلرید در اتانول با تری‌فنیل‌فسفین واحدهای مونومری بیس(تری‌فنیل‌فسفین)پالادیوم کلرید به دست می‌دهد.
[PdCl2]n + 2n PPh3 → n PdCl2(PPh3)2
اولین کمپلکس‌های فسفین گزارش شده سیس - و ترانس -PtCl2(PEt3)2 بودند که توسط Cahours و Gal در سال ۱۸۷۰ گزارش شدند.
اغلب فسفین هم به عنوان لیگاند و هم به عنوان یک احیا کننده عمل می‌کند. این ویژگی با سنتز بسیاری از کمپلکس‌های پلاتین-فلزِ تری‌فنیل‌فسفین نشان داده شده‌است:
RhCl3(H2O)3 + 4 PPh3 → RhCl(PPh3)3 + OPPh3 + 2 HCl + 2 H2O